# Cachoeira da Fumaça (Bahia)
A cachoeira da Fumaça é uma queda d'água brasileira localizada no município de Palmeiras, no Vale do Capão,  interior do Parque Nacional da Chapada Diamantina, região central do estado brasileiro da Bahia. É "um dos pontos mais monumentais e mais visitados da Chapada Diamantina", segundo a Companhia de Pesquisa de Recursos Minerais. Com seus 340 metros de altura, figura entre as mais altas do país, e dentre estas é aquela que possui o acesso mais fácil.

## Características

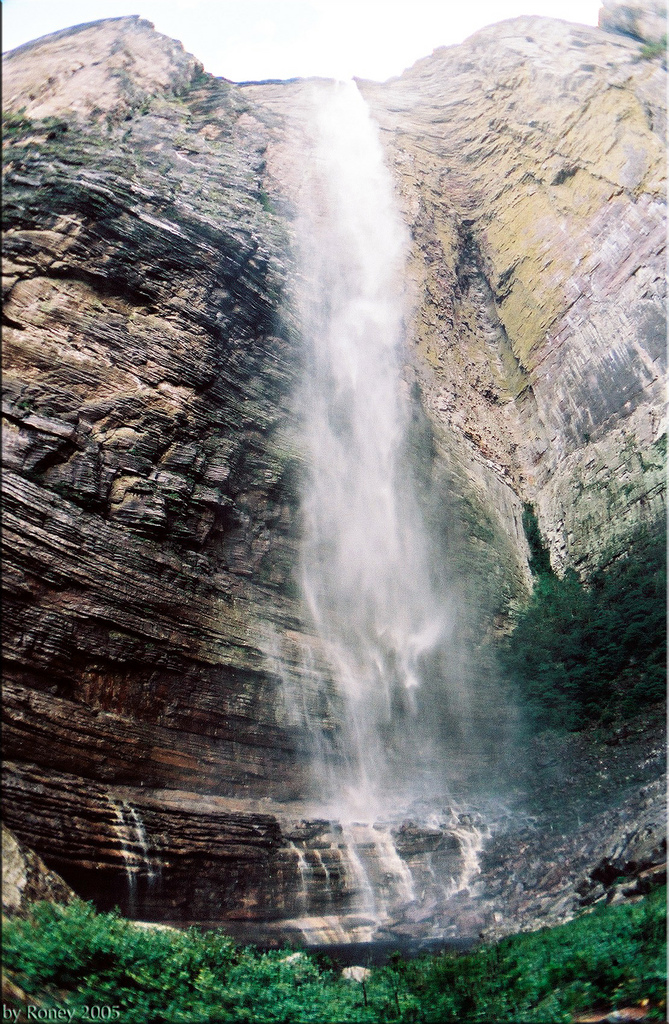
Vista inferior da cascata

Situada a uma altitude de 1 280 metros e com uma queda de quase 400 metros em que a água, pela grande altura, não atinge a base na maior parte do ano por causa do vento, oferecendo uma "espetacularidade cênica" ímpar com o fluxo voltando para cima em pequenas gotas com as rajadas de ar vindas do Vale do Capão.
Geologicamente possui características notáveis, a ponto de em 2010 foi sugerida sua inserção como Patrimônio Mundial da UNESCO, por suas geoformas. Fica próxima do povoado de Caetê-Açu e do alto onde principia a queda tem-se uma vista das formações geológicas que caracterizam a região.

## Turismo
A visitação é controlada pela Associação de Condutores do Vale do Capão (ACVVC). O acesso possui dificuldade razoável pois é uma grande subida, que diminui assim que se chega ao alto da serra.
A trilha que leva à cachoeira a partir de Lençóis possui cerca de 6 quilômetros, e não deve ser percorrida sem o acompanhamento de um guia: em 8 de março de 2023 três turistas israelenses ali se perderam por um dia, até serem resgatados, todos já apresentando sinais de desidratação, por nove homens do Corpo de Bombeiros da cidade de Itaberaba.